# Antônio Pereira da Silva
Antônio Pereira da Silva (1957. május 25. –) brazil nemzetközi labdarúgó-játékvezető.

## Pályafutása

### Nemzeti játékvezetés
A játékvezetői vizsgát 1982-ben tette le, majd Federação Goiana de Futebol (FGF) bajnokságaiban 1982-1986 között tevékenykedett. Nemzeti labdarúgó-szövetségének megfelelő játékvezető bizottságai minősítése alapján 1986-2002 között a Série A játékvezetője. A küldési gyakorlat szerint rendszeres partbírói, majd 4. bírói szolgálatot is végzett. A nemzeti játékvezetéstől 2002-ben vonult vissza.

### Nemzetközi játékvezetés
A Brazil labdarúgó-szövetség Játékvezető Bizottsága (JB) terjesztette fel nemzetközi játékvezetőnek, a Nemzetközi Labdarúgó-szövetség (FIFA) 1994-től tartotta nyilván bírói keretében. A FIFA JB központi nyelvei közül a spanyolt beszéli. Több nemzetek közötti válogatott, valamint Copa Libertadores és Copa Mercosur klubmérkőzést vezetett, vagy működő társának 4. bíróként segített. A  nemzetközi játékvezetéstől 2002-ben a FIFA JB 45 éves korhatárát elérve búcsúzott.

#### Labdarúgó-világbajnokság
A világbajnoki döntőkhöz vezető úton Franciaországba a XVI., az 1998-as labdarúgó-világbajnokságra, valamint Dél-Koreába és Japánba a XVII., a 2002-es labdarúgó-világbajnokságra a FIFA JB játékvezetőként alkalmazta. Selejtező mérkőzéseket az COMNEBOL illetve a CONCACAF zónákban vezetett.

##### 1998-as labdarúgó-világbajnokság

###### Selejtező mérkőzés
| Időpont             | Helyszín                                       | Mérkőzés típusa              | Mérkőzés           | Eredmény | Nézők száma |
| ------------------- | ---------------------------------------------- | ---------------------------- | ------------------ | -------- | ----------- |
| 1996. szeptember 1. | Antonio Vespucio Liberti Stadion, Buenos Aires | csoportmérkőzés (4. kör)     | Argentína–Paraguay | 1 – 1    | 65 000      |
| 1997. február 12.   | Roberto Meléndez Stadion, Barranquilla         | csoportmérkőzés (9. kör)     | Kolumbia–Argentína | 0 – 1    | 70 000      |
| 1997. április 13.   | Estadio Azteca, Mexikóváros                    | előselejtező (döntőcsoport)  | Mexikó–Jamaica     | 6 – 0    | 115 100     |
| 1997. április 30.   | Defensores del Chaco Stadion, Asunción         | csoportmérkőzés (11. kör)    | Paraguay–Uruguay   | 3 – 1    | 34 101      |
| 1997. augusztus 20. | Estadio Centenario, Montevideo                 | csoportmérkőzés (15. kör)    | Uruguay–Chile      | 1 – 0    | 45 000      |
| 1997. november 16.  | Nemzeti Stadion, San José                      | előselejtező (döntő csoport) | Costa Rica–Kanada  | 0 – 3    | 4200        |

##### 2002-es labdarúgó-világbajnokság

###### Selejtező mérkőzés
| Időpont             | Helyszín                                       | Mérkőzés típusa              | Mérkőzés           | Eredmény | Nézők száma |
| ------------------- | ---------------------------------------------- | ---------------------------- | ------------------ | -------- | ----------- |
| 2000. március 29.   | Estadio Centenario, Montevideo                 | csoportmérkőzés (1. kör)     | Uruguay–Bolívia    | 1 – 0    | 49 811      |
| 2000. augusztus 16. | Antonio Vespucio Liberti Stadion, Buenos Aires | csoportmérkőzés (7. kör)     | Argentína–Paraguay | 1 – 1    | 46 000      |
| 2001. szeptember 7. | Ricardo Saprissa Aymá Stadion, San José        | előselejtező (döntő csoport) | Costa Rica–Mexikó  | 1 – 1    | 24 000      |
| 2001. november 10.  | Lansdowne Road, Dublin                         | rájátszás (UEFA/AFC)         | Írország–Irán      | 2 – 0    | 36 538      |

#### Copa América
Bolívia rendezte a 38., az 1997-es Copa América labdarúgó tornát, ahol a COMNEBOL JB bíróként foglalkoztatta.

##### 1997-es Copa América

###### Copa América mérkőzés
| Időpont          | Helyszín                           | Mérkőzés típusa              | Mérkőzés        | Eredmény | Nézők száma |
| ---------------- | ---------------------------------- | ---------------------------- | --------------- | -------- | ----------- |
| 1997. június 14. | Félix Capriles Stadion, Cochabamba | csoportmérkőzés (A. csoport) | Chile–Argentína | 0 – 2    | 9000        |
| 1997. június 22. | Félix Capriles Stadion, Cochabamba | egyik negyeddöntő            | Mexikó–Ecuador  | 1 – 1    | 15 000      |

#### Olimpiai játékok

##### 1996. évi nyári olimpiai játékok
Az 1996. évi nyári olimpiai játékok labdarúgó tornáján a FIFA JB bírói szolgálatra alkalmazta.

###### Férfi labdarúgótorna az 1996. évi nyári olimpiai játékokon
| Időpont          | Helyszín                | Mérkőzés típusa              | Mérkőzés           | Eredmény | Nézők száma |
| ---------------- | ----------------------- | ---------------------------- | ------------------ | -------- | ----------- |
| 1996. július 20. | RFK Stadion, Washington | csoportmérkőzés (A. csoport) | Portugália–Tunézia | 2 – 0    | 34 796      |
| 1996. július 25. | RFK Stadion, Washington | csoportmérkőzés (C. csoport) | Mexikó–Ghána       | 1 – 1    | 30 237      |

## Sportvezetőként
Aktív pályafutását befejezve a FIFA JB Futuro III. programjának oktatója, nemzetközi ellenőr.